# بادانغ (جزيرة)
جزيرة بادانغ تقع في مقاطعة رياو في إندونيسيا، على مقربة من الساحل الشرقي لجزيرة سومطرة. مساحتها تبلغ 1109 كيلومتر مربع.
ينبغي ألا يتم الخلط بينها وبين مدينة بادانغ في سومطرة، أو جزيرة بادانغ قرب بورنيو .

## جغرافية الجزيرة
تبلغ مساحتها 1109 كم ² ، وبذا تعد ثالث أكبر جزيرة في مقاطعة رياو بعد الجزيرة رانتاو وجزيرة روبات والتي لا يفصل بينها سوى مضيق
تقع الجزيرة غرب سومطرة، ، في الشرق منها هناك جزيرة ميرباو (Pulau Merbau) ضمن جزر ميرانتي ، إلى الجنوب الشرقي من الجزيرة تقع جزيرة رانتاو، وفي شمال الجزيرة يقع جزيرة بانغكاليس.
طول الجزيرة من الشمال إلى الجنوب 60 كم، وعرضها 29 كم وهي مسطحة تماما.

## إدارة الجزيرة
تقع جزيرة بادانغ في بدلية جزر ميرانتي جزر في مقاطعة رياو ، ويبلغ عدد سكانها 47370 نسمة (2007). وفي الجزيرة 15 قرية تقع على الشاطئ. أكبرها قرية تيلوك بيليتونغ (Teluk Belitung) والتي تعني (جزر الخليج).